# Sympistis richersi
Sympistis richersi là một loài bướm đêm thuộc họ Noctuidae. Nó được tìm thấy ở California.
Sải cánh dài khoảng 30 mm.